# كيلي روس
خطأ لوا في mw.text.lua على السطر 25: bad argument #1 to 'match' (string expected, got nil).
كيلي ويليم روس (بالإنجليزية: Kelle Willem Roos)‏ (31 مايو 1992) هو لاعب كرة قدم هولندي محترف يلعب لنادي أبردين.

## روابط خارجية
- كيلي روس على موقع الاتحاد الأوربي (الإنجليزية)
- كيلي روس على موقع قاعدة بيانات كرة القدم.إي يو (الإنجليزية)
- كيلي روس على موقع Soccerbase.com (لاعب) (الإنجليزية)
- كيلي روس على موقع Soccerway.com (الإنجليزية)
- كيلي روس على موقع عالم كرة القدم.نت (الإنجليزية)